# Platyderides friedrichi
Platyderides friedrichi är en skalbaggsart som beskrevs av Rudolph Petrovitz 1958. Platyderides friedrichi ingår i släktet Platyderides och familjen Aphodiidae. Inga underarter finns listade i Catalogue of Life.